# Camping Coach
Camping Coach war die Bezeichnung eines Angebotes verschiedener britischer und irischer Bahngesellschaften zur Übernachtung für Urlauber in ländlichen Gebieten und an der Küste.

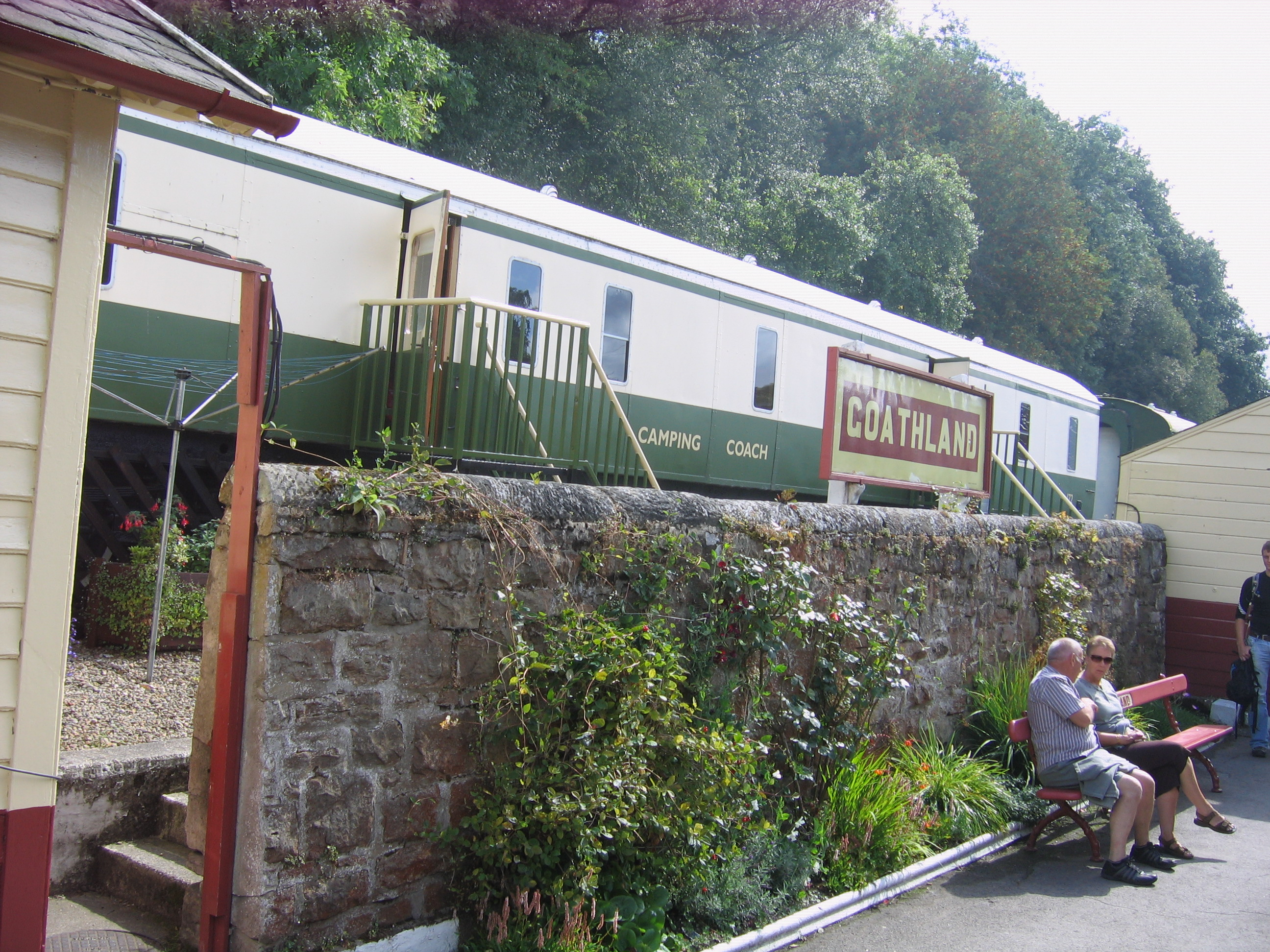
Camping Coach im Bahnhof Goathland

## Fahrzeuge
Bei den verwendeten Fahrzeugen handelte es sich um außer Dienst gestellte Personenwagen. Sie boten einfache Schlaf- und Aufenthaltsmöglichkeiten. Die Wagen wurden auf Bahnhöfen in der Nähe von Nationalparks oder an der Küste auf Abstellgleisen abgestellt. Gewartet wurden sie vor Ort vom örtlichen Bahnhofspersonal. Im Winter wurden die Wagen oft in ein Ausbesserungswerk zur Überholung gefahren und im Frühjahr wieder an ihren Aufstellungsort gebracht.

## Angebot
Die Tarife für die Nutzung waren so beschaffen, dass sie für Gruppen attraktiv sein sollten, die mit der Bahn anreisten und auch während ihres Aufenthaltes die Bahn für Tagesausflüge nutzten.
Das erste Angebot dieser Art machte die London and North Eastern Railway (L.N.E.R.) 1933 mit 10 Fahrzeugen. Damals waren Camping und Wandern große Mode im städtischen Bürgertum. Schon im folgenden Jahr zogen die London, Midland and Scottish Railway und die Great Western Railway nach. 1935 schloss sich die Southern Railway an. Im gleichen Jahr bot die L.N.E.R. erstmals „touring camping coachs“ an, Camping Coaches mit Ortsveränderungen.
Bedingt durch den Zweiten Weltkrieg wurde das Angebot nach dem Sommer 1940 eingestellt und erst ab 1947 langsam wieder eingeführt. Erst nach der Nationalisierung der Eisenbahn 1948 führte British Rail den Service in großem Umfang wieder ein. Ab der Mitte der 1960er Jahre aber ging das Angebot zurück: Die eingesetzten Wagen waren verschlissen, diese Form des Urlaubs kam außer Mode und die Zahl der geeigneten Stationen, die noch mit Personal besetzt waren, nahm ab. 1971 gab es das Angebot letztmals öffentlich, auch wenn viele Wagen später den Eisenbahnern und ihren Familien noch für Ferien zur Verfügung standen.
In Irland waren zwischen 1959 und 1967 bei der Córas Iompair Éireann (CIÉ) acht solche Wagen im Einsatz. Auch die nordirische Ulster Transport Authority (UTA) setzte im gleichen Zeitraum zwei solche Fahrzeuge ein.

## Museumsbahnen
Heute werden Camping Coaches bei einigen Museumsbahnen in Großbritannien wieder angeboten, die damit Eisenbahnfreunde ansprechen wollen. Derzeit besteht dieses Angebot in folgenden Bahnhöfen:
- Bere Ferrers, Devon
- Blue Anchor, Somerset
- Cloughton, North Yorkshire
- Dawlish Warren, Devon
- Ebberston, Allerston, North Yorkshire
- Goathland, North Yorkshire (North Yorkshire Moors Railway – NYMR)
- Hayle, Cornwall
- Levisham, North Yorkshire (NYMR)
- Petworth, West Sussex
- Rogart, Sutherland
- St Germans, Cornwall
- Ravenglass, Cumbria (Ravenglass and Eskdale Railway)

Das Angebot gibt es auch an einigen Stellen in den USA.

## Andere Länder
Ein vergleichbares Angebot mit der Bezeichnung Wagon-Camping gab es ab 1934 auch bei der Französischen Staatsbahn. 1939 führte schließlich die Nationale Gesellschaft der Belgischen Eisenbahnen ein ähnliches Angebot ein.

## Film
- P.B. Whitehouse and John Adams: Camp Coach Holiday (Cara Bridge). Großbritannien o. J. 16/8-mm-Stummfilm.[4]